# Мауро Джулиани
Ма̀уро Джулиа̀ни (на италиански: Mauro Giuliani), с пълно име Ма̀уро Джузѐпе Сѐрджо Панталѐо Джулиа̀ни (Mauro Giuseppe Sergio Pantaleo Giuliani) (27 юли 1781 г., Бишелие, провинция Бари (провинция) – 8 май 1829 г., Неапол), е италиански класически китарист, композитор и педагог.

## Биография
Първоначално изучава теория на музиката и свири на флейта, цигулка и виолончело, но скоро проявява интерес към китарата и много бързо става виртуоз на този инструмент. Учителите му са неизвестни. Жени се за Мария Джузепе дел Монако, от която има син Микеле, роден през 1801 г. в Барлета. По това време музикалните среди в Италия не се интересуват от почти нищо различно от опера и през 1806 г. Джулиани се мести във Виена без семейството си. Там бързо си завоюва репутация на добър композитор и един от най-добрите китаристи в Европа. През 1806 г. предизвиква голям интерес с изпълнението на собствения си концерт в ла мажор с оркестър. Във Виена Джулиани води бохемски живот, сменяйки често квартирите си и избягвайки контакти с властите, поради което на историците е известно твърде малко за личния му живот. Със сигурност се знае само, че има извънбрачна дъщеря Мария, родена през 1807 г. Около 1811 г. Джулиани се връща за кратко в Италия, след което отново се мести във Виена – вече заедно с жена си. През 1813 г. се ражда дъщеря им Емилия.
През годините си във Виена започва да публикува композициите си, като продължава и активната си концертна дейност както като солист, така и в ансамбъл и с оркестър. Има сведения, че Джулиани изпълнява партията на виолончелото при премиерата на Седмата симфония на Бетховен на 8 декември 1813 г. (сред членовете на оркестъра са също Людвиг Шпор, Йохан Хумел, Йозеф Майзедер и други известни музиканти). Самият Бетховен цени високо изпълнителското майсторство на Джулиани, наричайки китарата му „малък оркестър“.
През 1814 г. Джулиани получава титлата „придворен камерен виртуоз“ от императрица Мария-Луиза Австрийска. Освен че се изявява като концертиращ музикант и композитор, Джулиани обучава цяло поколение от китаристи, утвърждавайки Виена като център на китарната култура. Въпреки големите си успехи обаче неизвестно как успява да натрупа огромни дългове и през 1819 г. е принуден да напусне Виена завинаги. Връща се в Италия, като известно време живее в Рим, а след това се мести в Неапол, където свири в двора на Кралството на двете Сицилии. В последните години на живота си гастролира в различни държави.
Джулиани предава таланта си на децата си Микеле и Емилия. През 1828 г. заедно с 12-годишната Емилия изнася концерт, посрещнат с възторг от пресата в Неапол. Впоследствие Емилия се утвърждава като виртуозна изпълнителка и публикува известно количество прелюди, добре известни и до днес. Микеле става професор по пеене, преподавайки в Парижката консерватория.

## Творчество
Джулиани е един от най-ярките представители на италианската китарна школа наравно с Фердинандо Карули и Матео Каркаси. Неговите около 150 съчинения представляват ядрото на китарната музика през XIX век, като се използват широко в концертната и педагогическата практика и до днес. Много от композициите му представляват тема с вариации – изключително популярна форма във Виенската музикална школа. Освен собствени теми Джулиани разработва много аранжименти и транскрипции на теми от известни опери.